# وفاء بكر يونس
وفاء بكر يونس ، كاتبة إعلامية سعودية.

## عن حياتها
رئيسة وحدة العلاقات العامة والإعلام التربوي في الإدارة العامة للتربية الخاصة (بنات) (متقاعدة). رئيسة مؤسسة وفاء بكر يونس للإنتاج الصوتي والمرئي.
لديها ولدين وبنت. حاصلة على بكالوريس رياض أطفال من جامعة جامعة وبر الحكومية [الإنجليزية] بـ الولايات المتحدة الأمريكية، حيث بدأت بالعمل في رياض جامعة الملك سعود كمعلمة تمهيدي ومن ثم مشرفة تربوية وبعدها انتقلت إلى وزارة التربية والتعليم (مكتب التربية الخاصة بالرياض). ألفت بعض القصص للأطفال مثل (سلسة هشام) و(نحبك يا زيد)
قدمت وأعدت الكثير من البرامج التلفزيونية والاذاعية، فكانت انطلاقتها في مجال التلفزيون من خلال برنامج ركن الأطفال وحيث كان أول برنامج أطفال سعودي على الهواء مباشرة وتوالت من بعده البرامج.
انتقلت من برامج الأطفال إلى ذوي الاحتياجات الخاصة في برنامج (أبناء في القلوب).
وكانت منذ صغرها وهي تشارك مع أخواتها في الإذاعة السعودية تحت ظل والدها بكر يونس الذي يعتبر أحد مؤسسي الإذاعة السعودية بـ الرياض. أحد ابرز البرامج الإذاعية كانت (ألأرض الطيبة)
يذكر أن من شقيقاتها دنيا بكر يونس وهي من كبار الإعلاميات في السعودية وسناء بكر يونس الممثلة المقيمة في البحرين

## مشاركات
- مهرجان الجنادرية الذي كان يتبع الحرس الوطني السعودي ثم نقل إلى وزارة الثقافة:[1]

- مديرة اللجنة الإعلامية بمهرجان الجنادرية (القسم النسائي)
- كمذيعة للحفل.
- تقارير وحلقات لبعض البرامج التابعة للقناة الأولى السعودية.
- إدارة وتنظيم المكتب الإعلامي التابع لـ وزارة التربية والتعليم (وزارة التعليم حاليا).
- مركز الأمير سلمان الاجتماعي.
- تغطية أحداث رالي حائل.
- مؤتمر الإسبوع العربي في بروكسل تغطية تقارير أخبارية.
- أعدت عدة تقارير في الأكاديمية السعودية بـ واشنطن وفي الملحقية السعودية.
- مركز الملك عبد العزيز للحوار الوطني كـ منظمة ومنسقة إعلامية وشاركت أيضا بأوراق عمل عدة.
- شاركت بثلاث أوراق عمل تابعة إدارة التربية الخاصة في القطيف والخبر (ورقة أصحاب الإرادة) ومكة المكرمة (رؤى إعلامية لذوي الاحتياجات الخاصة)
- مهرجانات المفتاحة النسائي في أبها
- عضوة جمعية فرط الحركة والتشتت
- جمعية المتقاعدين
- عضوة جمعية أسرة التوحد

## أعمالها

### كتب وقصص
- سلسة هشام: زرعتي، أذني ، أنا طويل، عيوني
- نحبك يا زيد
- لأجلنا من حقنا
- النهاية
- قصة حبي (قصة حبي للروائية أماني السليمي حيث تروي فيها عن حياة الإعلامية وفاء بكر يونس)
- معلمة أنتي جميلة
- براءة رياض الأطفال
- قطرات الحليب

### البرامج التلفزيونية
- ركن الأطفال (مباشر)
- هيا نلعب ونتعلم
- أغلى وطن
- اختر جائزتك (مباشر)
- الأطفال والكمبيوتر
- عالم الأطفال (مباشر)
- Show & Tell (باللغة الإنجليزية يعرض على القناة الثانية)
- صباح الثقافية (مباشر)
- أطفال في القلوب
- أصحاب الإرادة

### البرامج الاذاعية
- الأرض الطيبة
- مشاكل وحلول
- صبحكم الله بالخير
- زين وشين
- أفراح وتهاني (مباشر)
- دنيا المعرفة
- مسابقات عائلية (مباشر)
- آخر الإسبوع
- البيت السعيد
- واحة الأمل